# In der Röll

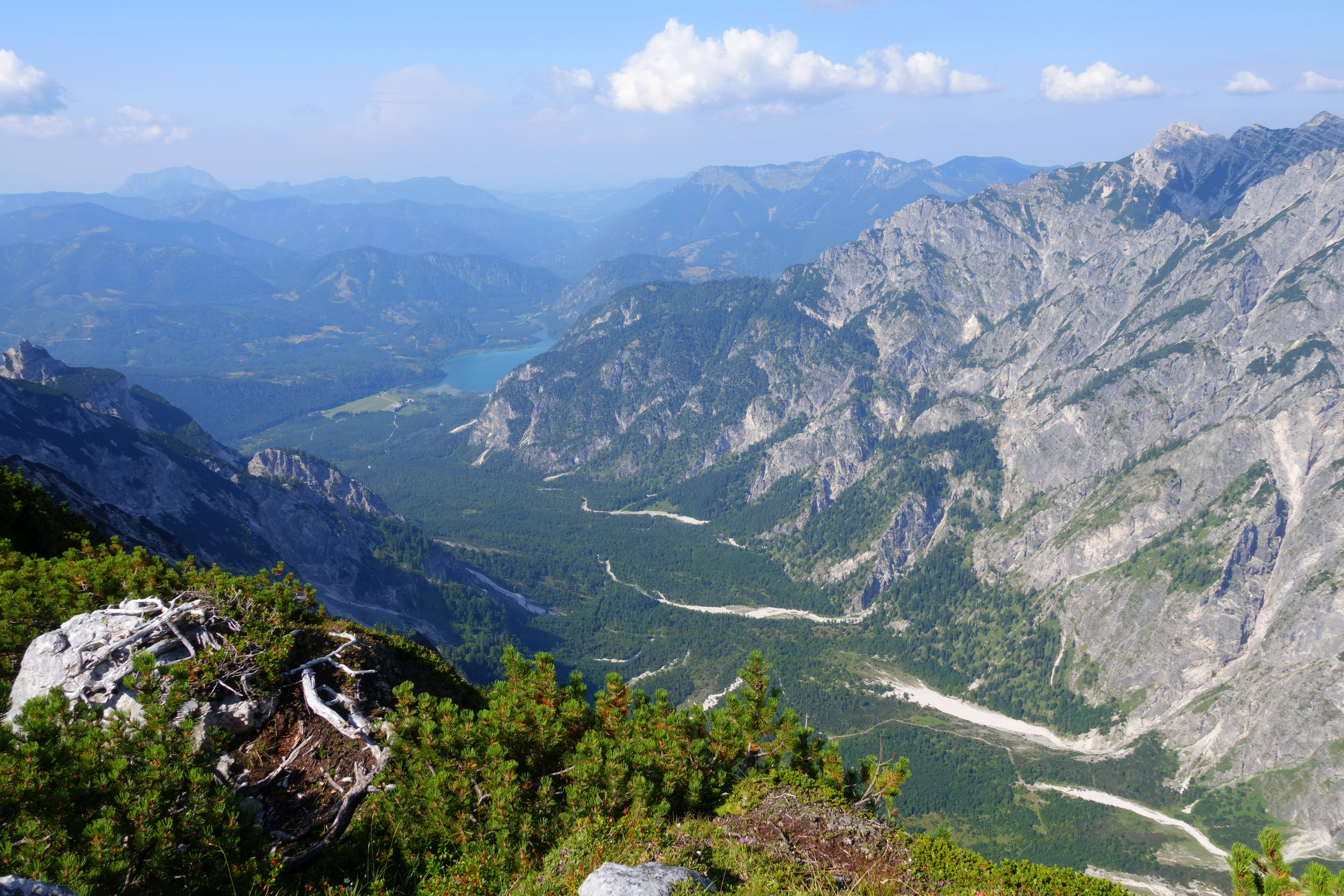
Blick vom Neunerkogel auf die Röll und den Almsee

In der Röll oder nur Röll ist ein Talschluss im Toten Gebirge im Gemeindegebiet von Grünau im Almtal etwa einen Kilometer südöstlich des Almsees. 

## Beschreibung

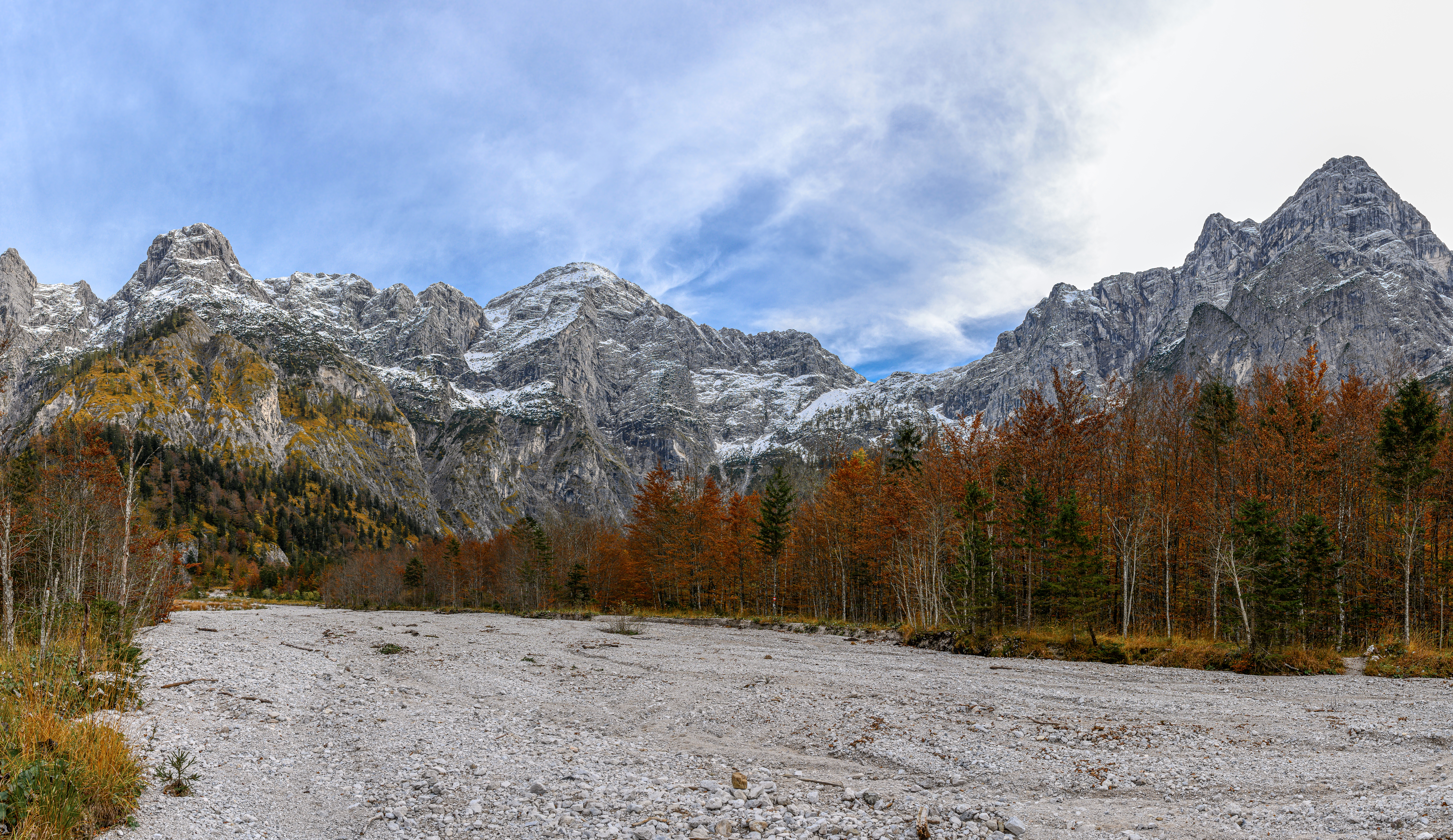
Typischer Schuttstrom in der Röll

Der Talboden befindet sich zwischen 600 m ü. A. und 800 m ü. A. Die Röll ist nur nach Nordwesten offen und auf den anderen Seiten von steilen Wandfluchten umgeben, die durchwegs eine Höhe von über 2000 m ü. A. erreichen. Der höchste Berg ist das Rotgschirr mit 2270 m ü. A. Landschaftsprägend sind die teilweise trocken fallenden Bäche sowie die mächtigen unbeeinflussten Schuttkegel und Schuttströme aus dem Toten Gebirge. Diese Schuttströme sind geprägt durch eine hohe Dynamik und eingeschränkte forstliche Nutzung und ermöglichen die naturnahe Entwicklung von artenreichen alpinen Rasen, Schneeheide-Alpenrosen-Latschengebüschen und subalpinen Waldtypen.
Durch die Röll führen zwei Wanderwege:
- Weg 213: Der Grieskarsteig führt durch die Röll auf das Plateau des Toten Gebirges.
- Weg 214: Der Sepp-Huber-Steig führt durch die Röll auf das Plateau des Toten Gebirges zur Pühringer Hütte.

Diese Wege können auch als Zustiegsvariante zum Nordalpenweg benutzt werden.

## Entstehung
In der Röll ist ein typisches Trogtal, das während der Eiszeiten ausgeschürft wurde. Die Oberfläche des Almgletschers befand sich auf 1300 m ü. A., abwärts folgen dann deutliche eisüberformte Kuppen und Rücken, die eine typische Rundhöckerlandschaft bilden.

## Naturschutz
Seit 2020 ist ein 327 Hektar großer Bereich (Europaschutzgebiet Röll, AT3145000) gemäß der FFH-Richtlinie als Teil des Netzwerks Natura 2000 ausgewiesen. Schutzgüter sind unterschiedliche Typen von Lebensräume sowie das Grüne Gabelzahnmoos (Dicranum viride).